# سليم بن على
سليم بن على (10 أبريل 1992 بوهران في الجزائر - ) هو لاعب كرة قدم جزائري في مركز الدفاع.

## روابط خارجية
- سليم بن على على موقع قاعدة بيانات كرة القدم.إي يو (الإنجليزية)
- سليم بن على على موقع Soccerway.com (الإنجليزية)